# DH Геркулеса
DH Геркулеса (лат. DH Herculis), HD 343047 — двойная затменная переменная звезда типа Алголя (EA)* в созвездии Геркулеса на расстоянии приблизительно 9878 световых лет (около 3028 парсек) от Солнца. Видимая звёздная величина звезды — от +12m до +9,4m. Орбитальный период — около 4,7792 суток.
Открыта Куно Хофмейстером в 1930 году.

## Характеристики
Первый компонент — белая звезда спектрального класса A5. Масса — около 2,44 солнечной, радиус — около 4,53 солнечного, светимость — около 74,78 солнечной. Эффективная температура — около 9245 K.
Второй компонент — оранжевый субгигант спектрального класса K4IV. Масса — около 2,06 солнечной, радиус — около 4,53 солнечного, светимость — около 11,56 солнечной.